# Willy Lorenz
Eugen "Willy" Lorenz (Potsdam, Brandenburg, 15 d'agost de 1890 - Erfurt, Turíngia, 15 de juliol de 1971) fou un ciclista alemany, professional des del 1910 fins al 1927, només tallada pels anys de la Primera Guerra Mundial. Es va especialitzar en el ciclisme en pista on va obtenir 10 victòries en curses de sis dies, la majoria fent parella amb Karl Saldow.

## Palmarès en pista
- 1911
  - 1r als Sis dies de Dresden (amb Karl Saldow)
- 1912
  - 1r als Sis dies de Dresden 1 (amb Karl Saldow)
  - 1r als Sis dies de Dresden 2 (amb Karl Saldow)
- 1913
  - 1r als Sis dies de Hannover (amb Karl Saldow)
- 1914
  - 1r als Sis dies de Berlín (amb Karl Saldow)
- 1921
  - 1r als Sis dies de Breslau (amb Eugen Stabe)
- 1922
  -  Campió d'Alemanya en velocitat
- 1924
  -  Campió d'Alemanya en velocitat
  - 1r als Sis dies de Berlín (amb Karl Saldow)
  - 1r als Sis dies de Breslau (amb Franz Krupkat)
- 1926
  -  Campió d'Alemanya en velocitat
- 1927
  - 1r als Sis dies de Berlín (amb Alessandro Tonani)
  - 1r als Sis dies de Dortmund (amb Alessandro Tonani)